# 北海道上川高等学校
北海道上川高等学校（ほっかいどうかみかわこうとうがっこう、Hokkaido Kamikawa High School）は、北海道上川郡上川町にある公立（道立）の高等学校である。

## 沿革
- 2002年4月1日 - 上川町立上川中学校と連携型中高一貫教育を施行。

## 校訓
- 風雪に耐え猛進せよ

## 著名な出身者
- 竹内智香 (スノーボードアルペン選手、ソチ五輪銀メダリスト) - 途中で転校